# معركة دمياط (1799)
معركة دمياط حدثت في 1 نوفمبر 1799 عندما أنزل الأسطول البريطاني بقيادة الأدميرال سيدني سميث جيشًا من الإنكشارية لمحاربة الفرنسيين بالقرب من دمياط، بين بحيرة المنزلة والبحر المتوسط.

## تاريخ
واجهت حامية دمياط الفرنسية، التي يبلغ قوامها 800 من المشاة و150 من سلاح الفرسان، بقيادة الجنرال جان أنطوان فيردييه، الأتراك. ووفقًا لتقرير كليبر، قُتل أو غرق 2000 إلى 3000 من الإنكشارية واستسلم 800 منهم، بما في ذلك زعيمهم إسماعيل بك. كما خسر الأتراك 32 راية و5 مدافع.